# Shareshill
Shareshill is een civil parish in het bestuurlijke gebied South Staffordshire, in het Engelse graafschap Staffordshire. In 2001 telde het dorp 718 inwoners. Shareshill komt in het Domesday Book (1086) voor als 'Servesed'.